# Rehli
Rehli è una suddivisione dell'India, classificata come municipality, di 25.913 abitanti, situata nel distretto di Sagar, nello stato federato del Madhya Pradesh. In base al numero di abitanti la città rientra nella classe III (da 20.000 a 49.999 persone).

## Geografia fisica
La città è situata a 23° 37' 60 N e 79° 4' 60 E e ha un'altitudine di 389 m s.l.m..

## Società

### Evoluzione demografica
Al censimento del 2001 la popolazione di Rehli assommava a 25.913 persone, delle quali 13.713 maschi e 12.200 femmine. I bambini di età inferiore o uguale ai sei anni assommavano a 4.023, dei quali 2.103 maschi e 1.920 femmine. Infine, coloro che erano in grado di saper almeno leggere e scrivere erano 16.925, dei quali 9.994 maschi e 6.931 femmine.